# Permitivnosti
Permitivnost (eng. permitivity, prema lat. permittere: dopustiti), dielektrična permitivnost ili dielektričnost (oznaka ε) je fizikalna veličina koja opisuje utjecaj dielektrika na međudjelovanje električnih naboja. Ako su električni naboji točkasti i udaljenost među njima stalna, električna sila među njima obrnuto je razmjerna dielektričnoj permitivnosti (Coulombov zakon). Može se definirati i kao konstanta razmjernosti: 
{\displaystyle \varepsilon ={\frac {D}{E}}}
gdje je: D - vektor električne indukcije, a E - vektor jakosti električnoga polja. Mjerna je jedinica dielektrične permitivnosti farad po metru (F/m)
Permitivnost se može prikazati i kao:
{\displaystyle \varepsilon =\varepsilon _{\text{r}}\cdot \varepsilon _{0}}
gdje je: εr - relativna dielektrična permitivnost materijala dielektrika, i ε0 = 8,8541878176. × 10−12 F/m - dielektrična konstanta vakuuma.

## Coulombov zakon
Coulombov zakon je jedan od osnovnih zakona elektrostatike koji je 1785. utvrdio Charles-Augustin de Coulomb: "električna sila F između dvaju električki nabijenih točkastih tijela (odbojna ili privlačna, ovisno o tome jesu li tijela jednakih ili suprotnih električnih naboja) razmjerna je količinama električnoga naboja q a obrnuto razmjerna kvadratu udaljenosti r između tijela" (napomena: vrijedi samo u vakuumu):
{\displaystyle F={\frac {1}{4\cdot \pi \cdot \varepsilon _{0}}}\cdot {\frac {q_{1}\cdot q_{2}}{r^{2}}}}
gdje je: ε0 - dielektrična permitivnost vakuuma. Sila je najjača u vakuumu, a slabija u svim drugim sredstvima:
{\displaystyle F={\frac {1}{4\cdot \pi \cdot \varepsilon }}\cdot {\frac {q_{1}\cdot q_{2}}{r^{2}}}={\frac {1}{\varepsilon _{r}}}\cdot {\frac {1}{4\cdot \pi \cdot \varepsilon _{0}}}\cdot {\frac {q_{1}\cdot q_{2}}{r^{2}}}}
gdje je: εr - relativna dielektrična permitivnost nekog sredstva ili tvari, ε - permitivnost tvari.

## Dielektrik
Dielektrik ili izolator (eng. dielectric, njem. Isolator) je tvar ili medij koji ne vodi električnu struju, to jest vakuum i tvar koja sadrži zanemariv broj slobodnih elektrona i iona koji se mogu gibati pod utjecajem vanjskog električnog polja, odnosno svaka tvar kojoj je električna otpornost veća od 108 Ωm. Električna otpornost jantara veća je od 1016 Ωm, a parafina, sumpora i stakla veća od 1014 Ωm.